# 토크토아부카
토크토아부카(몽골어: ᠲᠣᠭᠲᠠᠬᠤ ᠪᠤᠬ᠎ᠠ Toγtoγa Buqa, 한국 한자: 篤朶不花 독타불화, 한국 한자: 脫脫不花 탈탈불화, ? ~ 1376년)는 고려의 왕족이자, 원나라의 문신, 제후왕이며, 제3대 심왕(재위 1354년 - 1376년)이다. 심왕에 봉해진 연안군 왕고의 손자이자 왕덕수(王德壽)의 아들이다. 왕독타불화는 《고려사》의 표기이고 왕탈탈불화는 《원사》의 표기이다. 고려 공민왕의 경쟁자이자 고려의 왕위를 두고 경쟁하였다. 고려사에는 탈탈불화, 독타불화 등으로 기록된다.

## 생애
토크토아부카는 충렬왕의 4대손으로 증조부는 강양공 자이며, 할아버지는 연안군 고이다. 아버지는 연안군 왕고의 아들 왕덕수이고 어머니는 미상이다.
그의 아버지 왕덕수는 일찍 사망했고 기록도 실전되었다. 그는 일찍부터 원나라에 체류하며 원나라의 동궁겁설관(東宮怯薛官)이 되어 원나라 태자궁을 숙위하였다. 그 이후에 심왕이 되었다.
원의 기황후가 일찍이 고려의 공민왕이 기황후의 오빠인 기철과 태자비의 아버지 노책 등을 숙청한 것에 대해 앙심을 품고 있던 차에, 마찬가지로 공민왕에게 원한을 품고 있던 최유가 홍건적의 난 때에 공민왕이 원으로부터 하사받은 옥새를 잃어버렸다고 참소하니, 원 순제는 공민왕을 폐위시키고 토크토아부카를 고려왕으로 옹립하려 하였으나, 토크토아부카는 "숙부(공민왕)께서 지금 아들이 없으니 백 년 뒤에 나라가 장차 어디로 가겠습니까? 그리고 지금 숙부께 아들이 없는데 제가 어떻게 숙부의 자리를 빼앗을 수 있겠습니까?"라며 사양하였고, 이에 원 순제는 덕흥군을 대신 고려왕으로 옹립하였다.
덕흥군과 최유는 군사를 이끌고 고려로 들어오다 고려의 최영, 이성계 등에게 격파되고, 원에 사신으로 파견되어 그곳에 체류하던 이공수(李公遂)가 귀국한 뒤에 그를 통해 토크토아부카의 해당 발언이 고려에도 전해지자 공민왕은 그에게 후한 선물을 보내 위로하였고, 토크토아부카 역시 공민왕 15년(1366년) 8월 사신을 보내왔는데 공민왕이 그 사신을 몸소 접견하고 후하게 대우하여 보냈다고 한다.
1368년에 원나라가 멸망하고 북원이 되자 심양왕이 폐지되어 고려로 가서 왕위를 요구했으나, 거절당하였다. 이후의 행적은 미상이다. 공민왕이 암살되자 1375년 1월 북원에서 탈탈불화를 고려 국왕으로 책봉했다. 그러나 알 수 없는 이유로 탈탈불화는 고려 입국이 거절되었다. 이를 두고 북원에서는 나하추(納哈出)가 사자를 보내 고려 조정에 추궁을 하기도 했다. 1376년 10월까지 원나라의 김에르케(金也列哥)는 탈탈불화를 고려 왕으로 추대하려 했으나 실패했다. 고려 조정은 밀직부사(密直副使) 손언(孫彦)을 북원 중서성에 보내 김에르케를 소환해갈 것을 청하기도 했다. 1376년 그의 사망과 동시의 심양왕이라는 관직은 없어졌다.

## 같이 보기
- 한국의 역사
- 중국의 역사